# Saqra
Saqra (del quechua saqra ‘maligno, pernicioso, malvado, inquieto, diablillo’, relacionado con el quechuismo en castellano andino sajra "diablo, ser mítico que representa el mal") es un baile folclórico en las tierras altas de la región de Cusco en Perú. 
Los bailarines se visten como figuras de animales. Esta danza tradicional se originó a finales del siglo XIX en la provincia de Paucartambo, y se inspiró en las pinturas sagradas de la llamada Mamacha Carmen, nombre local para la Virgen del Carmen.
Se realiza en fiestas en honor a los santos patronos como Mamacha Carmen en Paucartambo y la Virgen del Rosario de Huallhua en el Distrito San Salvador de la Provincia de Calca.

## SaqraLeón
Es una danza originaria del Valle de Vilcanota, cuya peculiaridad esta en el León, por ser este el compañero de San Jerónimo durante la traducción de la Biblia.
La indumentaria de la danza es finamente ordenada, llevando en el traje la figura del León en mayor parte de la vestimenta, también se considera una corona de plumas, espejos, adornos y así como un Chicote.